# Стоян Величков (кавалджия)
 Тази статия е за кавалджията Стоян Величков.  За офицера вижте Стоян Величков (офицер).  
Стоян Величков е български кавалджия от Странджанската и Тракийската фолклорни области.

## Биография
Стоян Величков е роден на 12 юни 1930 г. в село Зидарово, Бургаско. Музикалната дарба наследява от родителите си, но да свири на кавал се научава сам. Расте с песните на баща си Георги, сред мегданските хорà и по селските събори. Преди да свири на кавал, пеел. Работи упорито и става популярен в родния си край. През 1955 г. се явява на конкурс в Ансамбъла за народни песни на БНР (понастоящем Оркестъра за народна музика на БНР) и се класира на първо място. В продължение на 35 години работи в този ансамбъл. Още от първата година на приемането си показва блестящи качества като кавалджия и прави първите си солови записи в БНР. Говори за радиото като за свой дом – там Стоян Величков се усъвършенства и записва много мелодии от Странджа и Тракия. През 1959 г. става лауреат на Световния младежки фестивал във Виена.
Постъпването на Стоян Величков в Ансамбъла на БНР се оказва благодатно за по-нататъшните му творчески изяви. С Ансамбъла е концертирал в почти всички държави от Европа и Азия.
През годините създава „Странджанската група“ (1956) заедно с гайдаря Костадин Варимезов (1918 – 2002), гъдуларя Михаил Маринов (1941 – 2000) и тамбуриста Румен Сираков (1941 – 2015); „Тракийска тройка“ (1968) с Михаил Маринов и Румен Сираков, с която записва стотици хора, съпровожда песните на именити певци, както и група „Балкана“ (1987). Това са камерни групи за народна музика, с които Стоян Величков концертира по цял свят. Става любимец на публиката със своя „меден кавал“. Според мнението на специалисти „кавалът му свири, говори“. Стоян Величков е блестящ инструменталист, отлично познаващ особеностите на стила си. Нежно изваяният тон, лекотата на свирене и винаги премереният въздух са характерни за майсторския му стил. Продължител на традицията, завещана от големите кавалджии Никола Ганчев и Цвятко Благоев, Стоян Величков става учител на цяло поколение музиканти в България и по света. Негови ученици са фолклористите Симон Льонбах – Дания, Дона Бюканън – САЩ и много други. В ниския регистър, наречен „каба“, кавалът на Стоян Величков звучи меко, благородно, равно. В горния регистър тоновете са звучи, извлечени с еднаква сила. Той умело разкрива красотата и звученето на кавала, затова той има „меден глас“.

През годините Стоян Величков свири с различни състави, но не променя стила си, който е наследил от своите предшественици. Ето какво споделя музикантът по тази тема: 
| „ | Ако някой композитор промени моята мисъл в хорото, аз отказвам да свиря. Искам да звучи така, както съм го чул от баща си – нищо че е старовремско. Търся новости само в съпровода на мелодията и се старая да свиря още по-добре на моя любим инструмент. | “ |

На корицата на плочата си ВНА 12320 споделя още: 
| „ | На кавал свиря от 1946 г. И се оказа, че кавалът е бил точно за мене. Благодарение на кавала има Стоян Величков! Той ми е донесъл много радост!... Аз и кавалът сме едно цяло! | “ |

За популяризиране на народното творчество и дългогодишната си работа е награждаван с много грамоти и медал „25 години народна власт“. Повече от 200 са хорàта и мелодиите от Тракия и Странджа, които е записал за фонда на Националното радио. Дъщеря му Таня Величкова е певица и преподавател по фолклорно пеене в НМУ „Любомир Пипков“.
Умира на 20 юни 2008 г. в София.

## Дискография

### Малки плочи
- 1968 – „Изпълнения на Стоян Величков – солист кавалджия“ (Балкантон – ВНМ 5695)[4]

### Дългосвирещи плочи
- 1972 – „Майстори на кавала и гайдата: Костадин Варимезов – гайда, Стоян Величков – кавал“ (Балкантон – ВНА 1268)[5]
- 1977 – „Стоян Величков – кавал“/ „Костадин Варимезов – гайда“ (Балкантон – ВНА 10134)[6]
- 1981 – „Стоян Величков – кавал“ (Балкантон – ВНА 10684)[7]
- 1989 – „Стоян Величков – кавал“ (Балкантон – ВНА 12320)[8]

### Компактдискове
- 2012 – „Stoyan Velichkov – kaval. Bulgarian Folk Songs. Vol. 5“ (Балкантон)

### Плочи с „Тракийската тройка“

#### Малки плочи
- 1970 – „Изпълнения на Тракийската тройка“ (Балкантон – ВНМ 6101)[9]

#### Дългосвирещи плочи
- 1977 – „Янка Танева“/ „Тракийската тройка“ (Балкантон – ВНА 10215)[10]